# Блага (Ясси)
Блага (рум. Blaga) — село у повіті Ясси в Румунії. Входить до складу комуни Скіту-Дука.
Село розташоване на відстані 315 км на північний схід від Бухареста, 18 км на південний схід від Ясс.

## Населення
За даними перепису населення 2002 року у селі проживали 128 осіб, усі — румуни. Усі жителі села рідною мовою назвали румунську.